# Meiogyne tiebaghiensis
Meiogyne tiebaghiensis är en kirimojaväxtart som först beskrevs av Albert Ulrich Däniker, och fick sitt nu gällande namn av E.C.H.van Heusden. Meiogyne tiebaghiensis ingår i släktet Meiogyne och familjen kirimojaväxter. Inga underarter finns listade i Catalogue of Life.